# Peyruis
Peyruis – miejscowość i gmina we Francji, w regionie Prowansja-Alpy-Lazurowe Wybrzeże, w departamencie Alpy Górnej Prowansji.

## Demografia
Według danych na rok 1990 gminę zamieszkiwało 2036 osób, a gęstość zaludnienia wynosiła 88 osób/km². W styczniu 2015 r. Peyruis zamieszkiwało 2821 osób, przy gęstości zaludnienia wynoszącej 121,9 osób/km².